# Powrót syna marnotrawnego (książka)
Powrót syna marnotrawnego. Rozważania o ojcach, braciach i synach (ang. The Return of the Prodigal Son: A Meditation on Fathers, Brothers, and Sons) – książka Henriego Nouwena, wydana przez wydawnictwo Doubleday w 1992, poświęcona analizie sylwetek duchowych bohaterów biblijnej przypowieści o synu marnotrawnym, a także postaci przedstawionych na obrazie Powrót syna marnotrawnego autorstwa Rembrandta, pochodzącego z lat 60. XVII wieku. Pierwsze polskie wydanie miało miejsce w Poznaniu w 2006 (Wydawnictwo Zysk i Spółka).

Rembrandt van Rĳn, Powrót syna marnotrawnego. Starszy syn stoi po prawej stronie

Autor, przed napisaniem książki, odbył podróż do Petersburga, gdzie w Ermitażu szczegółowo zapoznał się z obrazem. Jako jedną z najważniejszych postaci swoich rozważań obrał drugoplanową osobę stojącą na obrazie Rembrandta z prawej strony i przyglądającą się scenie powitania ojca z synem, czyli starszemu bratu syna marnotrawnego. Opisując tę postać autor pokazuje relację pomiędzy miłosierdziem uosabianym przez ojca, a sprawiedliwością, którą symbolizuje starszy syn. To właśnie jego sposób rozumowania w kwestiach etycznych jest reprezentatywny dla największej grupy ludzi. Myślenie starszego brata zdeterminowane jest postrzeganiem świata w kategoriach sprawiedliwości i niesprawiedliwości, a jego uczucia braterskie dawno już, z upływem czasu wygasły (nawet, jeśli w dniu odejścia był tak zrozpaczony, jak ojciec). Mentalnie nie był gotów na miłosierdzie, domagał się sprawiedliwości, a przynajmniej okazania przez ojca niezadowolenia, czy zastosowania jakiegoś okresu kary przed wybaczeniem. Być może taki proces pozwoliłby mu na doświadczenie gotowości do miłosierdzia na równi z ojcem. W konsekwencji w scenie, oprócz miłosierdzia ojca i nawrócenia syna, ukazany zostaje dramat człowieka, który nie rozumie sytuacji, w której uczestniczy i bardzo potrzebuje przemiany oraz nawrócenia, na które jednak ma nikłe szanse z uwagi na zapatrzenie we własną osobę i żądzę twardej sprawiedliwości. Odejście młodszego brata było przyczyną kształtowania się w starszym początkowo poczucia wysokiej wartości własnej, a z czasem również pychy i próżności. Przyjął błędną optykę postrzegania życia poprzez złe uczynki bliźnich i własne, przyzwoite zachowanie oparte na pracy i dyscyplinie – subiektywne bycie dobrym.
Oprócz tego autor analizuje inne aspekty przypowieści o Synu Marnotrawnym, takie jak powrót młodszego syna, przywrócenie synostwa przez ojca, zemstę starszego syna, czy współczucie ojca.
Opisywane dzieło Rembrandta zmieniło według autora książki bieg jego życia i sprawiło, że płótno stało się najbardziej osobistym obrazem dla Nouwena.